# Вальва
Вальва (італ. Valva) — муніципалітет в Італії, у регіоні Кампанія,  провінція Салерно.
Вальва розташована на відстані близько 270 км на південний схід від Рима, 90 км на схід від Неаполя, 45 км на схід від Салерно.
Населення — 1672 особи (2014).

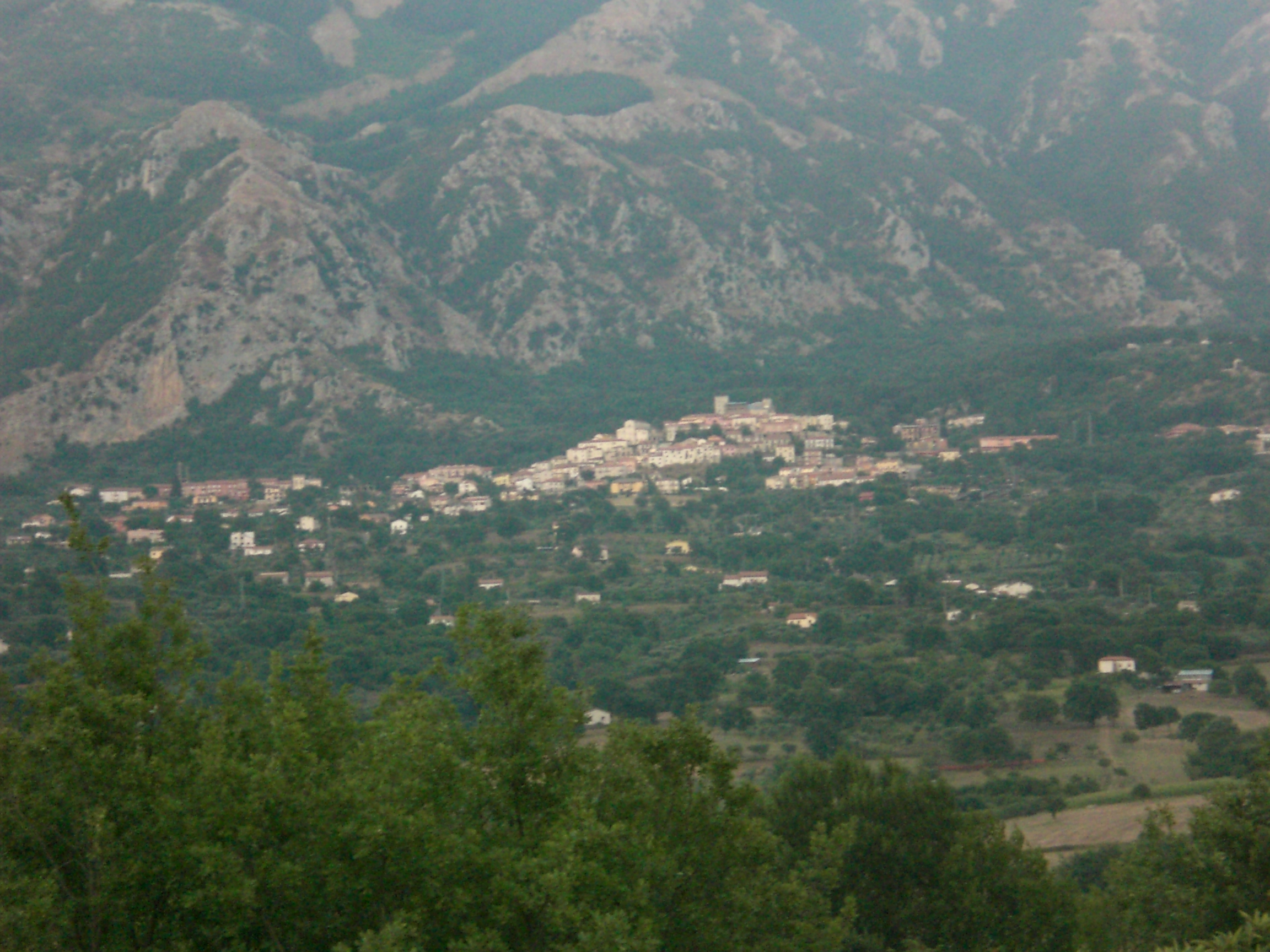

Щорічний фестиваль відбувається 8 травня та 29 вересня. Покровитель — святий Архангел Михаїл.

## Демографія
Населення за роками:

Станом на 1 січня 2023 року в муніципалітеті офіційно проживало 19 іноземців з 10 країн, серед них 9 громадян країн Євросоюзу та 1 громадянин України.

## Сусідні муніципалітети
- Калабритто
- Капозеле
- Колліано
- Лав'яно
- Олівето-Читра
- Сенеркія